# Agradecido
Agradecido es el álbum número 16 del cantante venezolano Ricardo Montaner, y salió a la venta el 25 de noviembre de 2014. La nueva producción viene con 13 temas nuevos todos escritos por el propio Ricardo, pero no estuvo solo sino que contó con la ayuda de sus hijos Ricardo Andrés y Mauricio Reglero, quienes también participaron en la composición, letra o música de su nuevo álbum. La primera canción, Llanto agradecido, salió a la luz el 11 de agosto de 2014 y es un homenaje a su mujer.

## Canciones
| N.º | Título                                    | Artista Invitado | Duración |  |
| 1.  | «Mi Buena Muchacha»                       |                  | 4:05     |  |
| 2.  | «Llanto Agradecido»                       |                  | 4:29     |  |
| 3.  | «No Te Vayas»                             |                  | 4:26     |  |
| 4.  | «Mi Sagrada Soledad»                      |                  | 4:49     |  |
| 5.  | «Más Allá (Con Il Volo)»                  |                  | 4:18     |  |
| 6.  | «Se Desesperaba (El Carrito Azul)»        |                  | 3:59     |  |
| 7.  | «Lo Mejor Está Por Venir»                 |                  | 3:33     |  |
| 8.  | «Vivámonos»                               |                  | 4:14     |  |
| 9.  | «I Love You»                              |                  | 3:53     |  |
| 10. | «La Nieve»                                |                  | 3:47     |  |
| 11. | «Mar de Llanto»                           |                  | 4:15     |  |
| 12. | «Dónde Estará»                            |                  | 4:01     |  |
| 13. | «Su Luz»                                  |                  | 5:11     |  |
| 14. | «Lacrime Sincere»                         |                  | 4:30     |  |
| 15. | «Al Di La (Con Il Volo)»                  |                  | 4:18     |  |
| 16. | «Lo Mejor Está Por Venir (Versión Remix)» |                  | 3:33     |  |
| 17. | «No Te Vayas (Con Julión Álvarez)»        |                  | 4:25     |  |